# Горбатко Валерій Степанович
Вале́рій Степа́нович Горба́тко (нар. 14 серпня 1949, Апшеронськ, Краснодарський край, РРФСР) — український промисловець. Заслужений працівник промисловості України. Лауреат Державної премії України в галузі архітектури. 
Почесний громадянин міста Одеси та Южного.

## Життєпис
У 1971 році закінчив Одеський політехнічний інститут. Працював на Черкаському виробничому об'єднанні «Азот».
З 1976 року — в Одеському припортовому заводі. Пройшов трудовий шлях від начальника цеху до директора підприємства, яке очолював 30 років поспіль.
У 2006 році за архітектуру фізкультурно-спортивного комплексу Одеського припортового заводу в місті Южному Одеської області присуджено Державну премію в галузі архітектури.

## Нагороди
- 1996: Заслужений працівник промисловості України[6];
- 1999: орден «За заслуги» ІІІ ступеня[7];
- 2003: орден «За заслуги» ІІ ступеня[8];
- 2007: орден «За заслуги» І ступня[9];
- 2006: «Людина року–2006» у категорії «Промисловець року»[10].